# 台湾社会人甲級サッカーリーグ
台湾社会人甲級サッカーリーグ （たいわんしゃかいじんこうきゅうサッカーリーグ、中国語: 台灣企業甲級足球聯賽, 英語: Taiwan Football Premier League）は、中華民国サッカー協会（CTFA）が運営する、中華民国（台湾）におけるセミプロのサッカーリーグである。台湾のサッカーではトップディビジョンに当たる。

## 歴史
2016年9月、中華民国サッカー協会は都市対抗サッカーリーグを廃止し、2017年に台湾社会人甲級サッカーリーグを創設すると発表した。同年12月30日、2017年台湾社会人甲級リーグの開幕記者会見を行った。
2017年に北市大同、高市台電、台湾体育大、銘伝大学、台南市、國家儲訓、輔大航源、皇家蔚藍の8チームが参加して発足した。同年1月7日、開幕戦の輔大航源対台南市が、高雄市の国立スタジアムにて開催された。
2018年に2部の乙級が設立され、甲級と乙級との入れ替え制度も導入。
シーズンは春秋制で、各節ごとに同じ会場で2試合が行われる変則ホーム・アンド・アウェー方式の、3回戦総当たり（各チーム21試合）で実施される。勝ち点が最も多いチームが優勝となり、翌年のAFCカップグループステージへの出場権を得られる。ただし、当該チームがAFCライセンスを取得していない場合は次の順位のチームが繰り上がって出場する。

## 所属クラブ
2025-26シーズン。
| チーム              | 英語名                | FIFA英語名                    | 母体組織 スポンサー | 初昇格    | 前年成績 |
| ------------------- | --------------------- | ----------------------------- | ------------------- | --------- | -------- |
| 台南台鋼            | Tainan City           | TAINAN CITY/TAIWAN STEEL F.C. | 台南市 台灣鋼鐵     | 2017年    | 1位      |
| 台中Futuro          | Taichung Futuro F.C.  | TAICHUNG FUTURO F.C.          |                     | 2019年    | 2位      |
| 航源FC （輔大航源） | Fu Jen Hang Yuan      | HANG YUEN F.C.                | 輔仁大学 航源工業   | 2017年    | 3位      |
| 台北AC （陽信台北） | Sunny Bank AC Taipei  |                               | 陽信商業銀行        | 2022年    | 4位      |
| 高市台電            | Taiwan Power Company  | TAIPOWER F.C.                 | 台湾電力            | 2017年    | 5位      |
| 台湾石虎            | Tatung Company        | TATUNG F.C.                   | 大同公司            | 2017年    | 6位      |
| 銘傳大學            | Ming Chuan University | MING CHUAN UNIVERSITY         | 銘伝大学 立勝工業   | 2017年    | 7位      |
| 台中磐石            | TCRFC                 |                               |                     | 2025-26年 | （昇格） |

### 脱退・降格したクラブ
- 皇家蔚藍（英語版）（2017-2018）
- 國家儲訓（中国語版）（2017-2018）
- 璉紅臺體（中国語版）（2017-2021）
- 台湾中油（英語版）（2021）
- 臺北龍（中国語版）（2023）
- 台北バイキングス（英語版）（2024）

## スタジアム
2017シーズン時点
| 台北陸上競技場   | 輔仁大学 | 銘伝大学 | 台中サッカー場 | 台南市立サッカー場 | 国立スタジアム |
| 所在地:台北市    | 新北市   | 桃園市   | 台中市         | 台南市             | 高雄市         |
| 収容能力: 20,000 | 5,000    |          | 5,000          | 15,000             | 40,350         |
|                  |          |          |                |                    |                |

## 歴代優勝クラブ
| 年度 | 優勝           | 2位            | 3位            |
| ---- | -------------- | -------------- | -------------- |
| 2017 | 大同足球隊     | 台湾電力足球隊 | 航源足球隊     |
| 2018 | 大同足球隊     | 台湾電力足球隊 | 航源足球隊     |
| 2019 | 大同足球隊     | 台湾電力足球隊 | 航源足球隊     |
| 2020 | 台湾鋼鉄足球隊 | 台湾電力足球隊 | 台中Futuro     |
| 2021 | 台湾鋼鉄足球隊 | 台湾電力足球隊 | 台中Futuro     |
| 2022 | 台湾鋼鉄足球隊 | 台中Futuro     | 台湾電力足球隊 |

## 今後の計画
2022年にプロリーグの台湾スーパーサッカーリーグの設立を目指す。